# Renaud Marhic
Renaud Marhic est un auteur-écrivain et essayiste-journaliste né le 30 juillet 1965.
Il est l'auteur de livres et articles sur les « sectes, pseudosciences, et autres adversaires de l’esprit des Lumières (extrême droite, intégrisme religieux, communautarisme...) ». Il a été le directeur de la collection « Faits et illusions », dont le premier ouvrage fut publié par Le Castor astral. Il a collaboré à des publications telles que Charlie Hebdo, ainsi qu'à de nombreux médias du domaine de l'audiovisuel. Il a rédigé chaque mois dans Le Vrai Papier Journal de Karl Zéro une rubrique consacrée aux rumeurs et légendes urbaines.
En 2002, il a enquêté sur la rumeur du 11 septembre 2001, contredisant point par point certains arguments en faveur de la théorie du complot développée plus tard dans le livre L'Effroyable imposture de Thierry Meyssan.
De 1995 à 2003, il participe à de nombreux talk-shows et journaux télévisés prenant pour thème les sectes ou les pseudosciences, défendant en ces occasions son point de vue d’investigateur sceptique et rationaliste, comme, par exemple, dans l'émission C'est mon choix diffusée le 10 octobre 2000 intitulée Je suis revenu de l’au-delà.
Il donne, de 2011 à 2018, un cours annuel dans le cadre du diplôme universitaire (DU) « Emprise sectaire, processus de vulnérabilité et enjeux éthiques » de l’Université Paris Descartes. Ce diplôme a  notamment pour objectif « d’apporter une formation théorique complémentaire approfondie sur l’emprise et les processus sectaires » et de « développer la capacité à repérer dans l’exercice professionnel quotidien de chacun, les victimes de sectes et les traumatismes qu’elles ont subis ».
Ses enquêtes ayant fait l'objet de nombreuses attaques par des mouvements sectaires ou assimilés, il publie sur son site internet les attendues des jugements attestant qu'il ne fait à ce jour (2024) l'objet d'aucune condamnation.
Depuis 2000, il est l'auteur de livres jeunesses et de romans noirs. Il a dirigé aux éditions Terre de Brume la collection Polars&Grimoires - « Enquête sur la LÉGENDE » et publie aux  Éditions P'tit Louis la série « Les Lutins Urbains », dont il est dans les deux cas le créateur.
En 2017, il participe à la création du collectif d'auteurs L'Assassin Habite Dans Le 29 (LAHDL29) dont le but est de proposer une manifestation itinérante – sous forme de salon du livre policier – à travers tout le Finistère. Il en est aujourd'hui administrateur.
En 2019, il crée le collectif d'auteurs La Bande des Chiens Noirs à l'origine du Salon Contes – Légendes & Fantasy, « Dans la parole, l’objet, l’image et l’écrit… ».
Depuis septembre 2019, il est le premier auteur français à faire apparaître ses personnages à ses côtés, en hologrammes, sur les salons du livre de Bretagne et d'ailleurs.

## Engagement politique
En 2012, avec une centaine d'auteurs de polars et romans noirs, il soutient Jean-Luc Mélenchon, candidat du Front de gauche à l'élection présidentielle.